# ایست افریکن سافاری ایر
ایست افریکن سافاری ایر (به انگلیسی: East African Safari Air) یک شرکت هواپیمایی با کد یاتا B5 است که در ۱۹۸۹ میلادی تأسیس شده‌است. دفتر مرکزی ایست افریکن سافاری ایر در نایروبی، کنیا واقع شده‌است و قطب این شرکت هواپیمایی در فرودگاه بین‌المللی جومو کنیاتا قرار دارد و به ۴ مقصد، پرواز انجام می‌دهد.